# Ann Marie Rios
Ann Marie Rios, née le 5 septembre 1981, est une actrice pornographique américaine.

## Distinctions
Récompenses
- 2004 AVN Award - Best Group Sex Scene, Film - Looking In (en tant que AnnMarie et avec Dru Berrymore, Taylor St. Claire, Savanna Samson, Dale DaBone, Mickey G. & Steven St. Croix)[1]

Nominations
- 2004 AVN Award - Best Actress, Video – Babes Illustrated 13
- 2004 AVN Award - Best All-Girl Sex Scene, Video – Babes Illustrated 13 (avec Red Heaven & Ramona Luv)
- 2009 AVN Award - Best All-Girl Couples Sex Scene - Sunny Loves Matt (avec Sunny Leone)
- 2009 AVN Award - Best Oral Sex Scene - Head Case 4
- 2009 AVN Award - Best Tease Performance - Chicks and Salsa 5
- 2009 AVN Award - Unsung Starlet Of The Year
- 2009 XRCO Award - Best Cumback
- 2010 AVN Award - Best POV Sex Scene - Fucked on Sight 6
- 2010 AVN Award - Female Performer of the Year
- 2011 AVN Award - Best All-Girl Group Sex Scene - Girlfriends 2 (avec Sunny Leone, Heather Vandeven & Sarah Sloane)
- 2011 AVN Award - Most Outrageous Sex Scene - Belladonna's Party of Feet 2 (avec Amy Brooke, Andy San Dimas, Ashli Orion, Charley Chase, Kristina Rose, Monique Alexander, Sammie Rhodes, Sinn Sage, Tara Lynn Foxx, Belladonna)
- 2011 XBIZ Award - Acting Performance of the Year, Female - The Engagement Party
- 2011 XBIZ Award - Porn Star Site of the Year - AnnMarieRios.com
- 2012 AVN Award - Best All-Girl Group Scene - Belladonna's Party of Feet 3 (avec Alexis Texas, Kristina Rose et Sinn Sage)
- 2012 AVN Award - Best Girl/Girl Sex Scene - Dirty Panties (avec Alexis Texas)
- 2012 AVN Award - Best Supporting Actress - Escaladies
- 2012 AVN Award - Most Outrageous Sex Scene - Belladonna's Party of Feet 3 (avec Alexis Texas, Kristina Rose & Sinn Sage)
- 2012 XBIZ Award - Porn Star Site of the Year - AnnMarieRios.com
- 2013 XBIZ Award - Best Actress, Couples-Themed Release - Venus in Furs

## Filmographie sélective
- 2001 : No Man's Land Latin Edition 2
- 2001 : The 4 Finger Club 18
- 2002 : Babes Illustrated 12
- 2002 : Slumber Party 19
- 2003 : Carmen Goes To College 2
- 2003 : Babes Illustrated 13
- 2004 : Heart Breakers
- 2004 : Teen Angel
- 2005 : Essential Cheyenne Silver
- 2005 : Hungry For Ass
- 2006 : Hottest Teens On The Planet
- 2006 : Girl Next Door 2 (II)
- 2007 : Her First Lesbian Sex 12
- 2007 : Sunny Loves Matt
- 2008 : Girlvana 4
- 2008 : Women Seeking Women 48
- 2008 : Lesbian Adventures: Strap-On Specialist 1
- 2008 : Head Case 4
- 2008 : Chicks and Salsa 5
- 2009 : Fucked on Sight 6
- 2009 : Pussy Cats 4
- 2010 : Girlfriends 2
- 2010 : Belladonna's Party of Feet 2
- 2010 : The Engagement Party
- 2011 : Belladonna's Party of Feet 3
- 2011 : Dirty Panties
- 2011 : Escaladies
- 2011 : Cherry 1
- 2012 : Toying With Your Emotions
- 2012 : Sunny Leone's Lezzie Lips
- 2013 : Lick Initiations
- 2013 : Best of Girlvana
- 2014 : 2 Latinas Are Better Than 1
- 2014 : Masturbating MILFs
- 2015 : Jenna Haze is a Goddess
- 2015 : MILF Soup 40
- 2016 : All Creampies